# (33796) 1999 TP37
1999 تي بي 37 (ويعرف أيضًا باسم (33796) 1999 تي بي 37 وفق تسمية الكوكب الصغير) (بالإنجليزية: 1999 TP37)‏ هو كويكب ضمن حزام الكويكبات؛ وترتيبه 33796 من حيث الاكتشاف.
اكتُشف هذا الجُرم الفلكي بواسطة ماسح السماء كاتالينا في 1 أكتوبر 1999.

## وصلات خارجية
- (33796) 1999 TP37 في قاعدة بيانات مختبر الدفع النفاث لأجرام النظام الشمسي الصغيرة

- الاكتشاف · مخطط المدار ·  العناصر المدارية · المعلمات المادية

- (33796) 1999 TP37 على موقع ويكي سكاي: DSS2, SDSS, GALEX, IRAS, Hydrogen α, X-Ray, Astrophoto, Sky Map, Articles and images